# Jacques Sevin
Jacques Sevin (ur. 7 grudnia 1882 w Lille, zm. 19 lipca 1951 w Boran-sur-Oise) – francuski duchowny rzymskokatolicki, zakonnik jezuita, instruktor skautowy, założyciel katolickiej organizacji Skautów Francji, bliski przyjaciel Badena-Powella.
W swoich dziennikach napisał, że już w wieku 13 lat odkrył w sobie powołanie kapłaństwa i życia zakonnego. Po ukończeniu 18 roku życia wstąpił do Towarzystwa Jezusowego. W okresie formacji często wyjeżdżał na wakacje do Anglii, gdzie stykał się z powstającym ruchem skautowym, który wzbudził jego zainteresowanie. Ponieważ na temat skautingu we Francji pojawiały się krytyczne opinie (m.in. w jezuickim czasopiśmie Etudes), młody seminarzysta prosi o pozwolenie na wyjazd do Londynu, aby lepiej poznać tę metodę wychowawczą.
W 1913 roku Jacques Sevin wyjechał do Anglii, gdzie spędzał czas studiując wszelkie dostępne wówczas publikacje skautowe. To uczyniło go osobą dogłębnie znającą i rozumiejącą metodę, jaką posługiwał się ruch. 20 września 1913 roku Sevin spotkał się na filiżance herbaty z generałem Robertem Baden-Powellem, założycielem skautingu. Tego dnia podejmuje postanowienie stworzenia katolickiego ruchu skautowego we Francji. Zamiar ten jednak długo czekał na zrealizowanie, gdyż niedługo później wybuchła I wojna światowa.
Jacques Sevin złożył śluby wieczyste 2 lutego 1917 r. Pracował wówczas w liceum jezuickim, które wkrótce zostało zamknięte przez okupanta. W sytuacji przymusowej bezczynności, przełożony o. Sevina, który wciąż z nieufnością odnosił się do skautingu, pozwolił na opracowanie materiałów o tej metodzie wychowawczej. W 1917 o. Jacques wyjeżdża do Mouscron. Tam podejmuje próbę założenia drużyny skautowej. Rok 1920 przynosi oficjalne powołanie do życia katolickiej organizacji skautowej - Skautów Francji.
O. Sevin nadał jednoznaczny chrześcijański sens zastępowi, który stał się grupą braci w Chrystusie. Ułożył zasady, programy pedagogiczne, regulaminy, a nawet wiele piosenek i modlitw (m.in. Modlitwę zastępowego). Jako modlitwę skauta wprowadził nieco zmodyfikowaną modlitwę św. Ignacego.
W latach 1923–1933 o. Sevin prowadził obozy szkoleniowe dla drużynowych Chamarande. Jeden z nich napisał później, że życie tam było jak życie średniowiecznego rycerza, pomiędzy sacrum - liturgią, a przyrodą. Sercem obozu była kaplica polowa, a o nieustannej obecności Pana Jezusa w Najświętszym sakramencie przypominało nieustannie podtrzymywane ognisko.
Ojciec Sevin wspólnie z innymi założycielami katolickich ruchów skautowych utworzył Biuro Skautów Katolickich i nawiązał kontakty ze Związkiem Harcerstwa Polskiego i przedstawicielami Kościoła polskiego (bp. Adamem Stefanem Sapiehą, o. Jackiem Woronieckim). Pomimo entuzjazmu naczelnictwa ZHP wobec połączenia z Biurem Skautów Katolickich, pomysł ten nie doczekał się realizacji.
W 1944 o. Jacques założył zgromadzenie św. Krzyża Jerozolimskiego, które obecnie posiada kilkanaście placówek wychowawczych na całym świecie. Ojciec Jacques Sevin umiera w wieku 69 lat.